# Einar Gerhardsen
Einar Henry Gerhardsen (Asker, 10 de mayo de 1897-Oslo, 19 de septiembre de 1987) fue un político noruego del Partido Laborista Noruego. Fue primer ministro por tres períodos: 1945-1951, 1955-1963 y 1963-1965. Con 17 años en el cargo, es el primer ministro noruego más longevo en su mandato desde la introducción del parlamentarismo. Muchos noruegos a menudo se refieren a él como "Landsfaderen" (Padre de la Nación), y es considerado como uno de los principales artífices de la reconstrucción de Noruega tras la Segunda Guerra Mundial.
Einar Gerhardsen nació en el municipio de Asker, en el condado de Akershus. Sus padres eran Gerhard Olsen (1867-1949) y Emma Hansen (1872-1949). Se casó con Werna y tuvieron dos hijos (Truls y Rune Gerhardsen, también político) y una hija (Torgunn). Einar también tuvo una duradera relación profesional con su hermano, Rolf Gerhardsen.
Siendo obrero en un principio, Gerhardsen se introdujo activamente en el mundo de la política durante el movimiento laboral socialista, en la década de 1920. Fue encarcelado en diversas ocasiones por tomar parte en actividades de subversión hasta que, junto con el resto del partido Laborista, pasó gradualmente del comunismo a un socialismo democrático. A mediados de la década de 1930, el partido Laborista era una fuerza de gran peso en el panorama político nacional, con Gerhardsen como alcalde de Oslo y Johan Nygaardsvold como primer ministro de un gabinete en minoría. Durante la Segunda Guerra Mundial, Gerhardsen tomó parte en la resistencia organizada contra la ocupación nazi, y fue internado en los campos de concentración de Grini (en Noruega), y de Sachsenhausen (en Alemania). Tras la guerra, Gerhardsen formó un gobierno interino que se estableció desde el final de la ocupación en mayo de 1945 hasta la celebración de las elecciones de noviembre de ese mismo año. Las elecciones dieron a los laboristas una mayoría absoluta en el Parlamento, el Storting, que conservaron hasta el año 1961. Gerhardsen sirvió como Presidente del Storting desde el 10 de enero de 1954 hasta el 22 de enero de 1955.
| Predecesor: Johan Nygaardsvold Oscar Torp John Lyng | Primer ministro de Noruega 1945 - 1951 1955 - 1963 1963 - 1965 | Sucesor: Oscar Torp John Lyng Per Borten |